# ミケーレ・パドヴァーノ
ミケーレ・パドヴァーノ (Michele Padovano、1966年8月28日 - ) は、イタリア共和国トリノ出身の元サッカー選手である。現役時代のポジションはフォワード。俊敏でフィジカルが強く、小柄だがヘディンぐにも強く、左足から放つ強烈なシュートを武器に活躍した。

## 経歴
アスティTSCの下部組織出身で1985年にトップチームに昇格してキャリアをスタートさせた。1986年10月、コゼンツァに移籍、1990年までの4年間に103試合に出場して22得点を挙げた。コゼンツァは監督のジャンニ・ディ・マルツィオ (Gianni Di Marzio) の元で1987-88年度にセリエC1からセリエBに昇格した。
1990年にピサに移籍してセリエAの舞台にデビューした。ピサでは30試合に出場して11得点を挙げたが、クラブは16位に終わり、セリエBに降格した。翌1991年にはナポリに移籍し、1シーズンが終わるとジェノア、レッジャーナと渡り歩いた。1993-94シーズンにはレッジャーナでリーグ戦10得点を挙げ、クラブのセリエA残留に貢献した。
シーズン終了後の1994年、パドヴァーノはジェノアに復帰。2試合に出場したが、同年11月に再びレッジャーナにレンタル移籍することとなった。この年度では19試合に出場して合計7得点を挙げたが、順位は17位に終わり、レッジャーナはセリエBへの降格が決定した。パドヴァーノはこれまでもプレーすることを望んでいた、ユヴェントスからオファーを受けて移籍した。
1995-96シーズン、UEFAチャンピオンズリーグでは大会デビューとなった、グループリーグのボルシア・ドルトムントで得点を奪うと、準々決勝レアル・マドリード戦では、1stレグを0-1で落としていた中、ホームでの2ndレグで決勝点を奪うなど、優勝に貢献した。決勝では後半からファブリッツィオ・ラバネッリとの交代で出場し、PK戦ではPKを成功させて優勝。1996-97シーズ、UEFAスーパーカップでは2得点を決めて優勝に貢献。このシーズンは、セリエAとトヨタカップでも優勝を果たした。1997-78シーズン初頭にもスーペルコッパ・イタリアーナで優勝。ユヴェントスに在籍した2シーズンで、63試合に出場して18得点、10アシスト。
1997年にイタリア代表に選出され、1998 FIFAワールドカップの欧州地区予選に出場した。しかし、代表デビュー試合となったポーランドとの試合中、ペナルティーキックを蹴ろうとして転倒、膝を骨折するという重傷を負った。
1997-78シーズン途中、イングランドへ渡り、プレミアリーグ所属のクリスタル・パレスに入団した。加入初年度の1997-98シーズンにクリスタル・パレスはリーグ最下位となり、翌1998-99シーズンはフットボールリーグでのプレーを経験した。しかし2年間で12試合1得点と、出場機会はイタリア時代と比べて大幅な減少傾向にあった。
2001年、メス及びコモでのシーズンを終えたパドヴァーノは現役引退を表明した。引退後はレッジャーナの職員を経て、2005年にはトリノでスポーツ・ディレクターに就任。2006年の2月から5月まではアレッサンドリアの職員を務めた。

## タイトル
ユヴェントス
- セリエA : 1996-97
- スーペルコッパ・イタリアーナ 1995, 1997
- UEFAチャンピオンズリーグ : 1995-96
- インターコンチネンタルカップ : 1996
- UEFAスーパーカップ : 1996